# Woronora River
Der Woronora River ist ein Fluss im Osten des australischen Bundesstaates New South Wales.

## Geographie
Der Fluss entspringt nördlich von Darkes Forest Von dort fließt er nach Norden und mündet bei Como und Illawong in den Georges River. 

### Stausee
Am Oberlauf liegt der Lake Woronora, der Teil der Trinkwasserversorgung von Sydney ist.

## Flussquerungen
In Woronora überqueren eine Hochbrücke, eine niedrige Straßenbrücke und eine Fußgängerbrücke den Fluss. In Heathcote verbindet die Straßenbrücke im Verlauf der Heathcote Road diesen Ortsteil mit Holsworthy.
In Engadine, in der Nähe der Woronora Road gibt es die Brücke The Needles, die den Übergang zur Barden Bridge vermittelt. Sie ist allerdings für Autos gesperrt.

## Galeriebilder

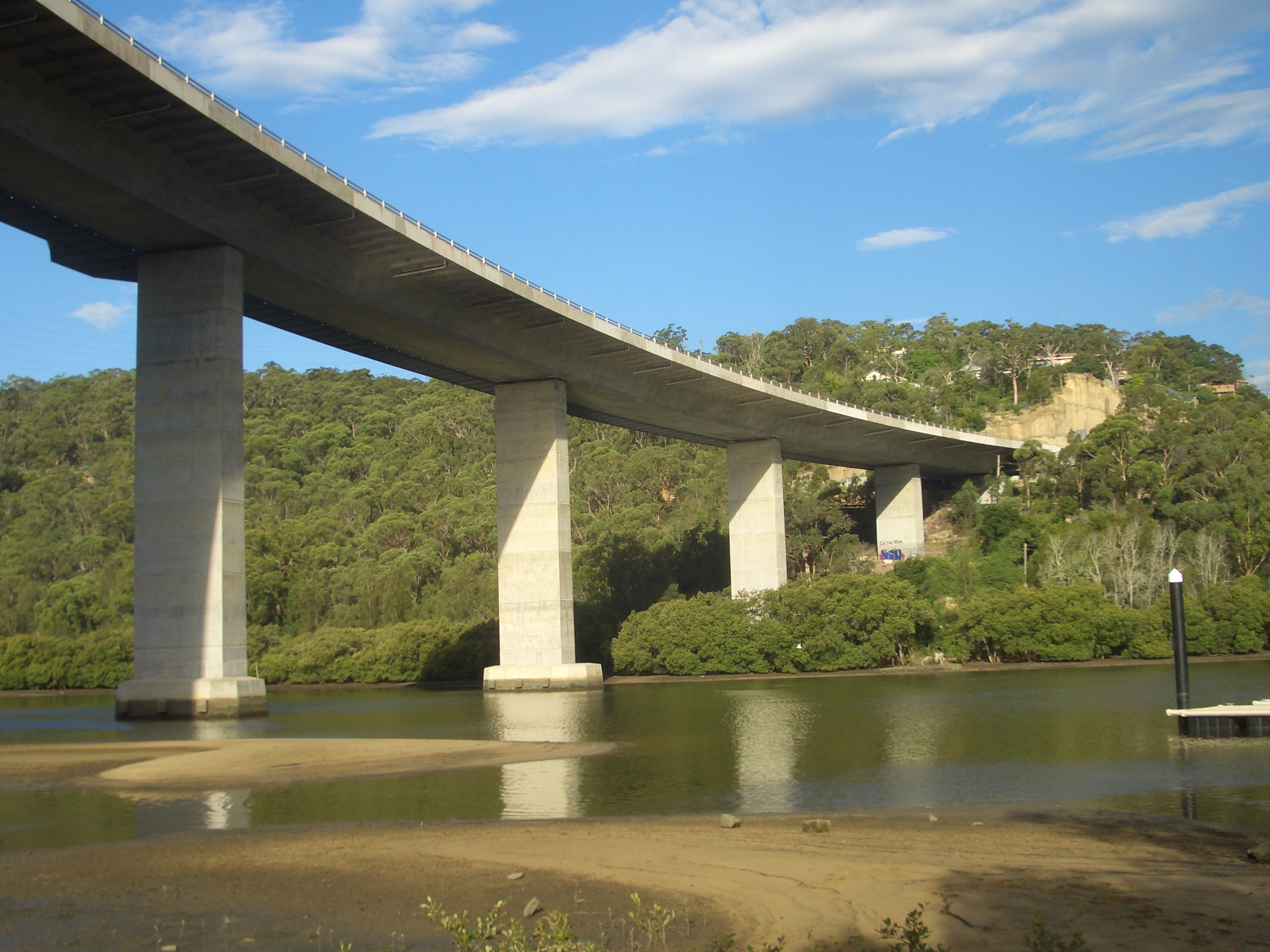
Woronora Bridge, Blick auf Sutherland
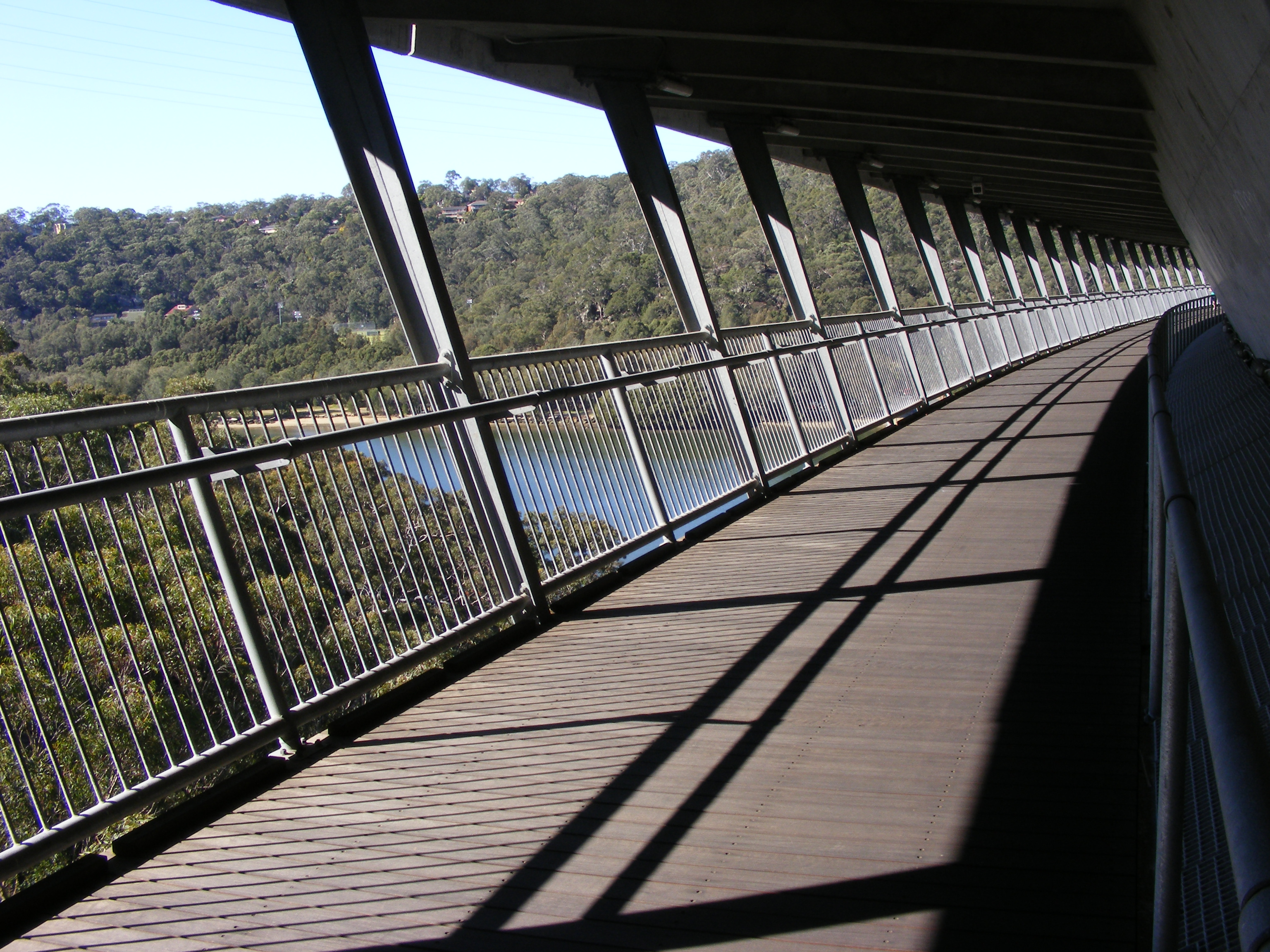
Fußgängerweg auf der Woronora Bridge.
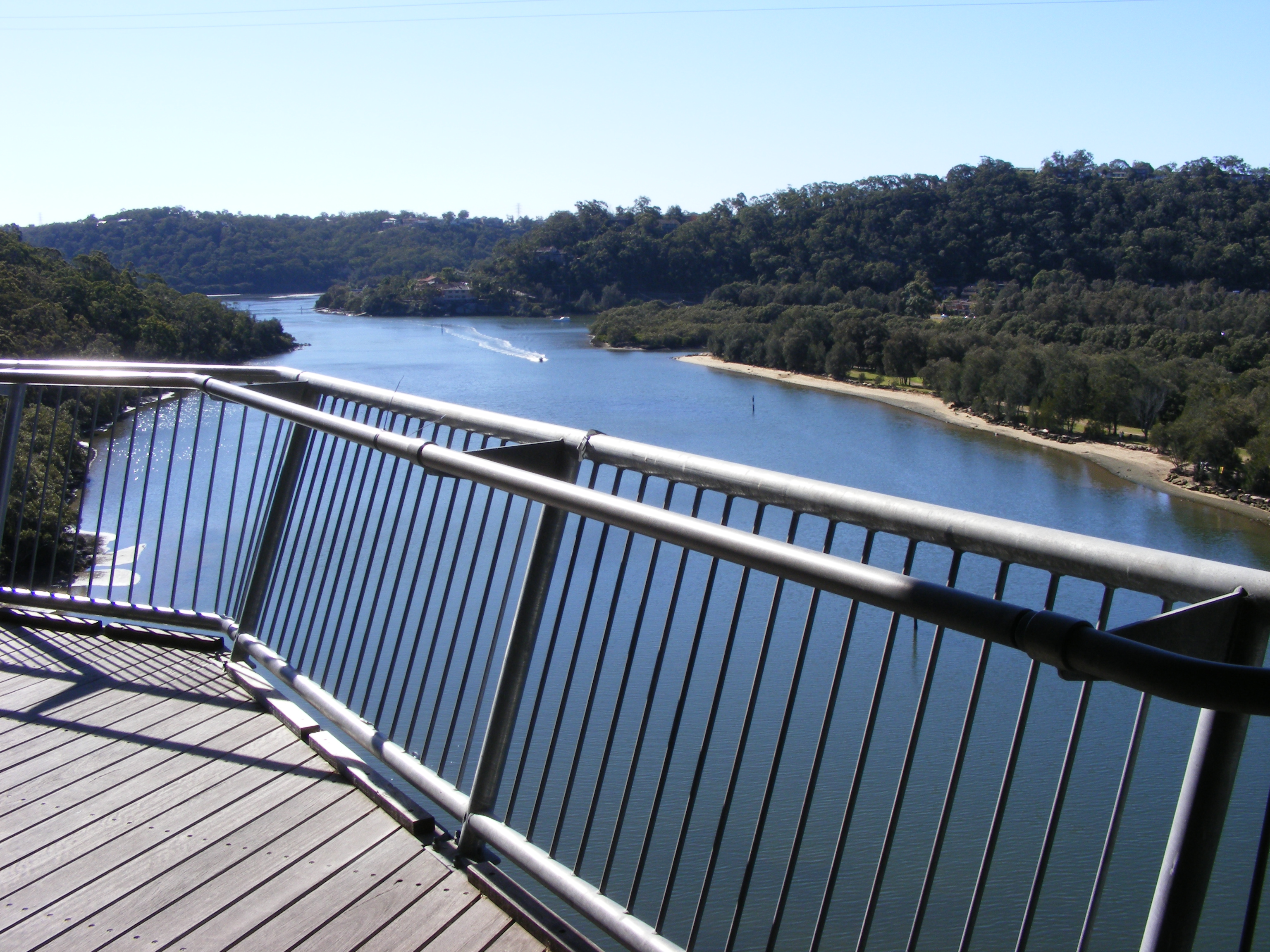
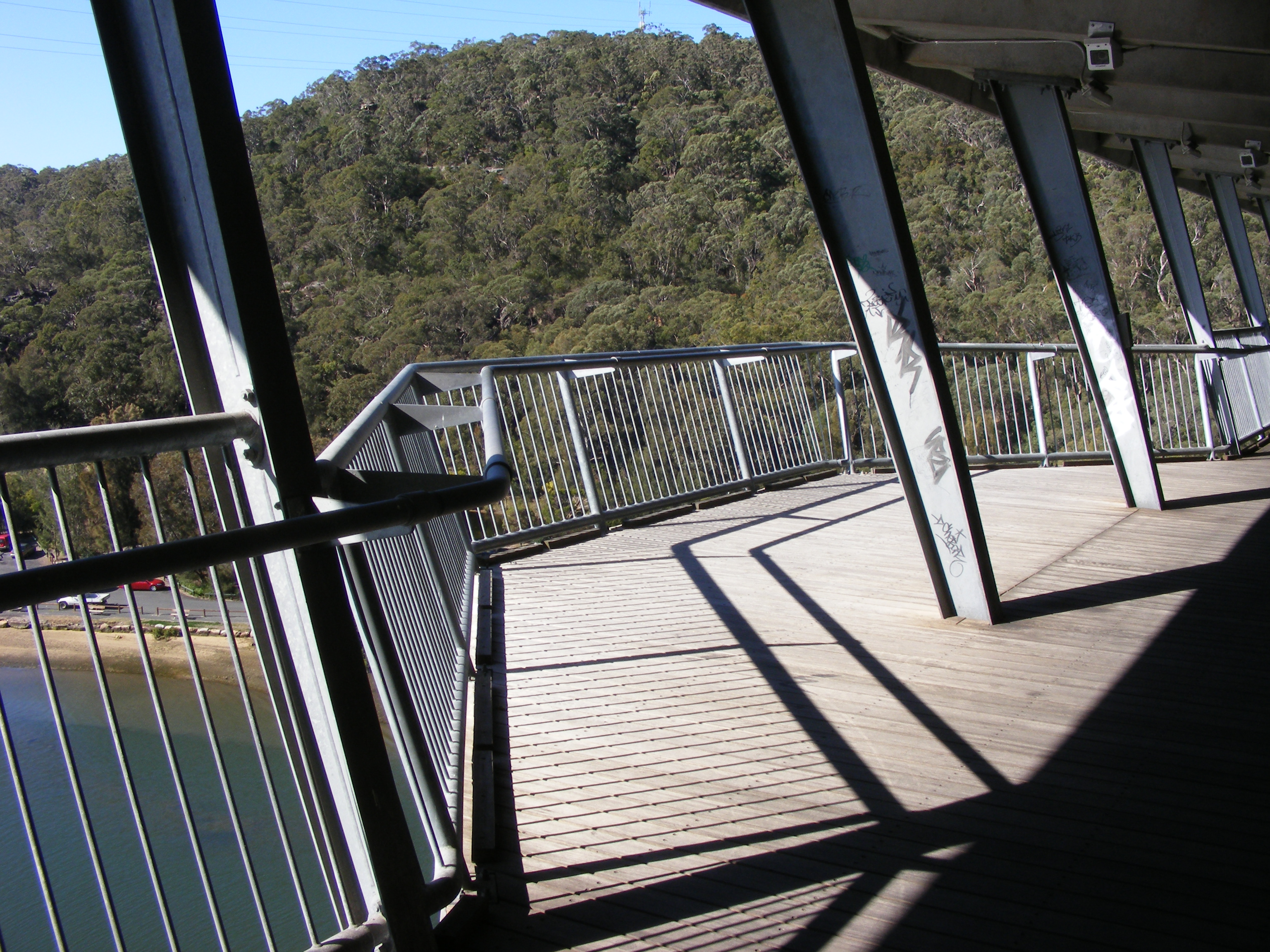